# Stocco alla ghiotta
Lo stocco alla ghiotta (u stoccu a 'gghiótta, anche piscistoccu a missinisa) è un prodotto tipico della città metropolitana di Messina a base di pesce, che si ottiene con ingrediente principale lo stoccafisso. È cotto in tegame con pomodoro, patate, capperi e olive.
È usanza, nel messinese, l'utilizzo del sugo rimasto dalla "gghiùtta" per il condimento di un primo piatto che, in questo caso, viene consumato successivamente.